# Brionne
Brionne là một xã thuộc tỉnh Eure trong vùng Normandie miền bắc nước Pháp.

## Xem thêm

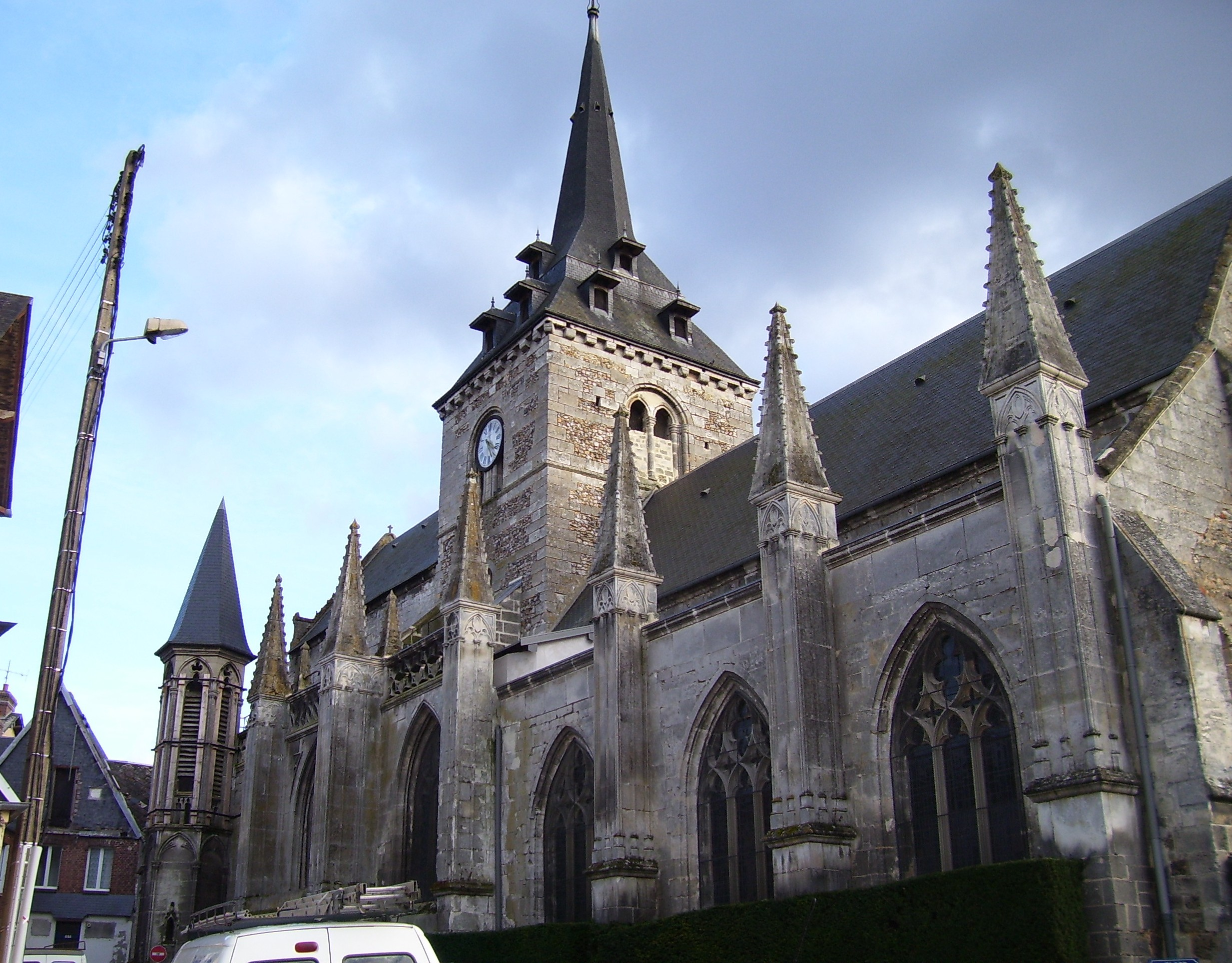
Saint-Martin church
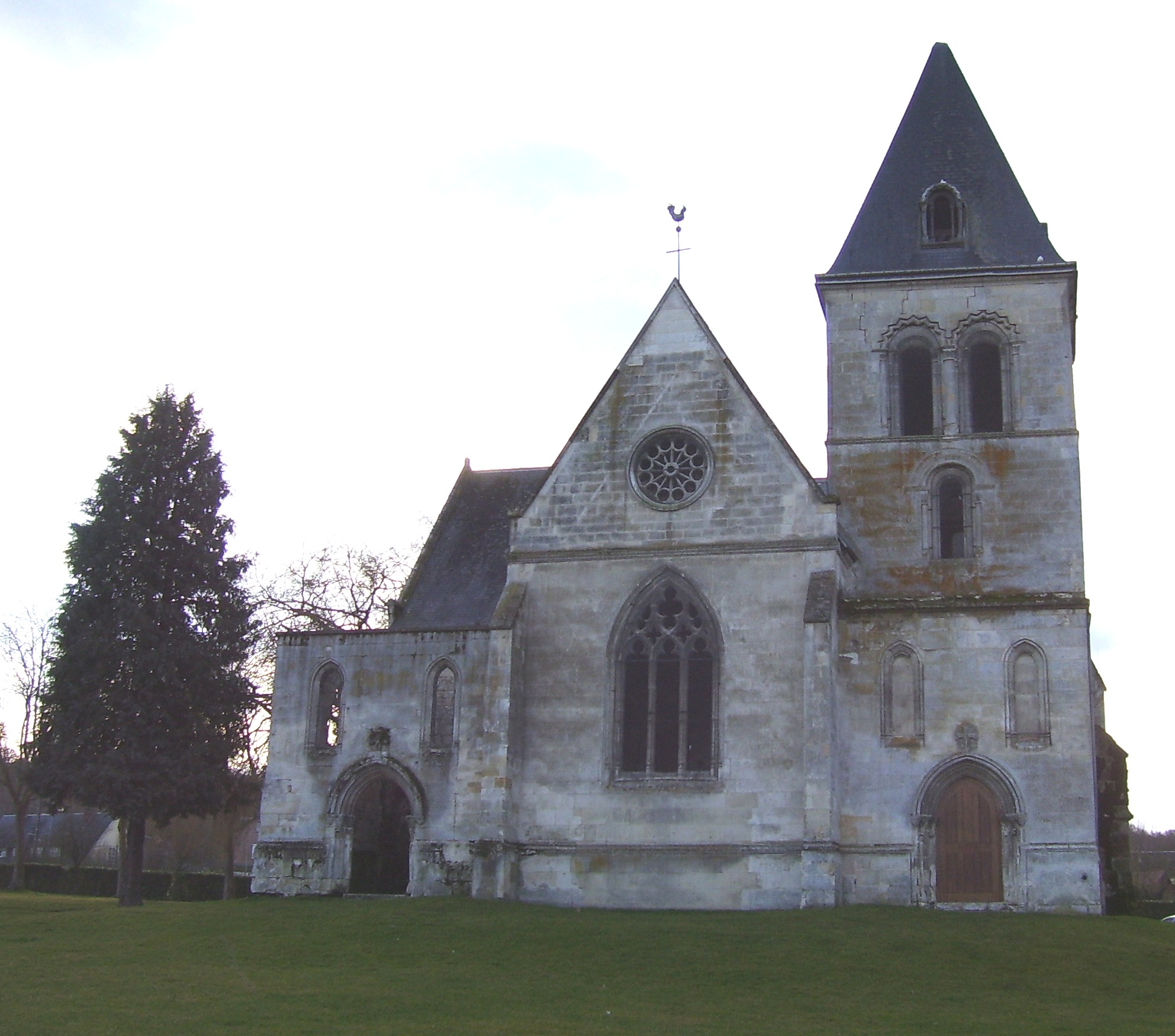
Saint-Denis church
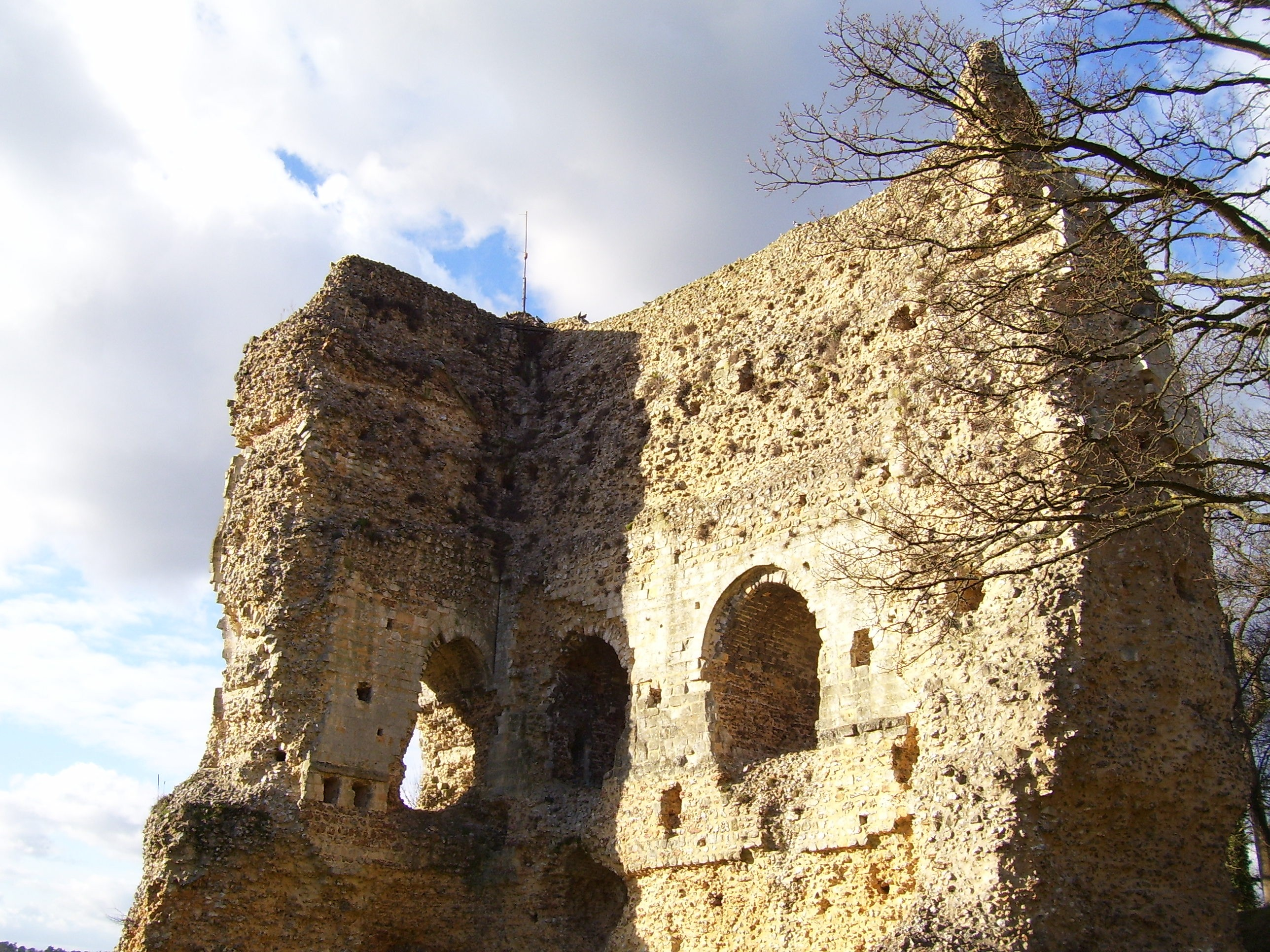
Keep
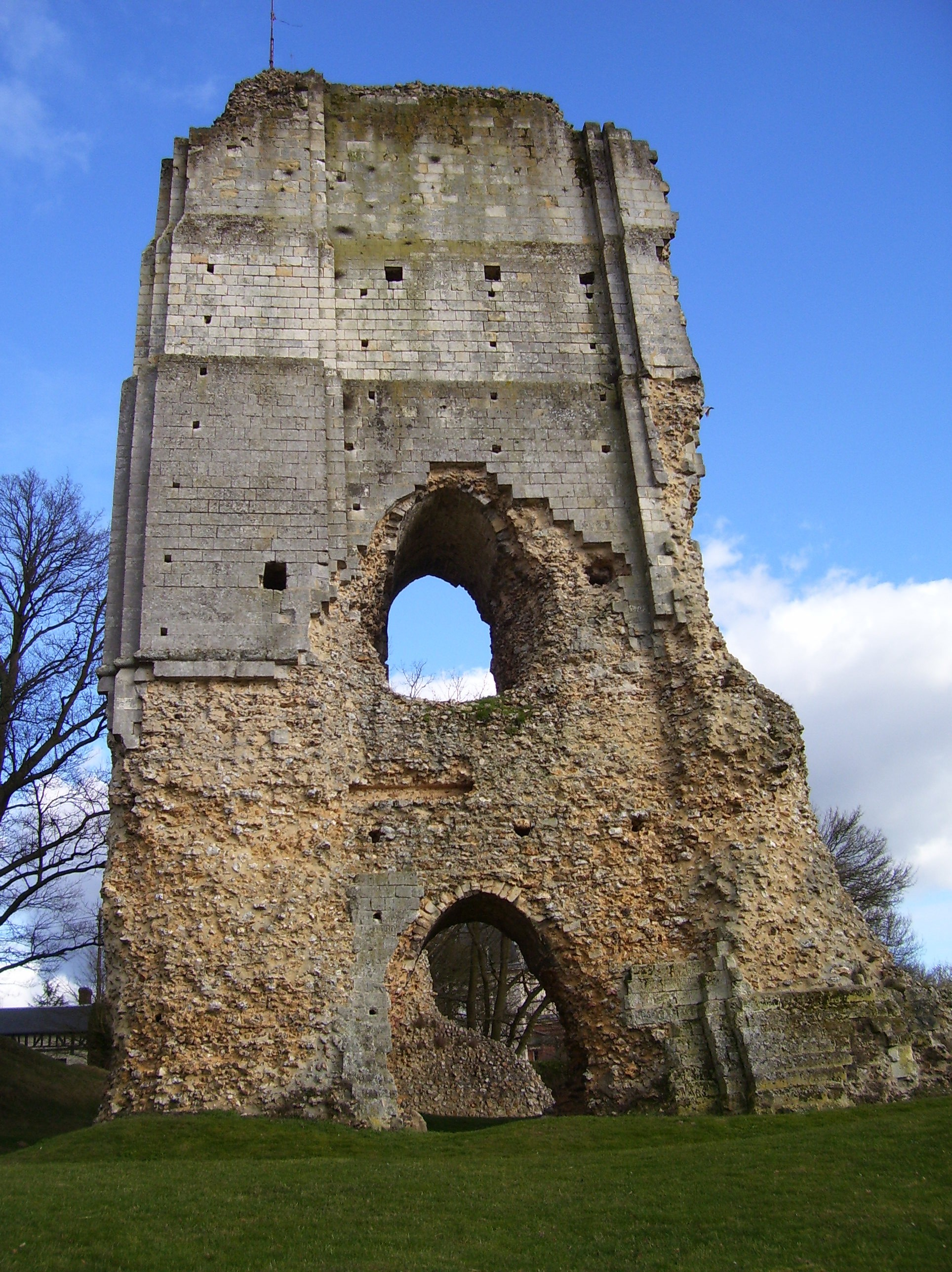
Keep

## Huy hiệu
| Arms of Brionne | The arms of Brionne are blazoned: Gules, on a tower argent issuant from a base wavy argent (river) between 2 shuttles Or, a capital letter B azure, a chief of France (Azure, 3 fleurs de lys). |